# شیشی-اودوشی

نوعی شیشی دوشی بنام سوزو

شیشی-اودوشی (به ژاپنی: 鹿威し Shishi-odoshi) به معنای وسیع، به دستگاه‌های ژاپنی که ساخته شده برای ترساندن حیواناتی که تهدیدی برای کشاورزی هستند، مانند کاکاشی (مترسک)، ناروکو (ابزار صدا) و «سُوزو» (sōzu) اشاره دارد.
«سُوزو» نوعی آبنما است که در باغ ژاپنی مورد استفاده قرار می‌گیرد. شامل لوله‌ای است که، معمولاً از بامبو چند قطعه ای تشکیل شده‌است و آب درون یک قطعه از این بامبو جمع می‌شود. در نقطه تعادل این بامبو، لوله دیگری به عنوان محور حرکت، عبور داده می‌شود. انتهای لوله در حال استراحت بر روی سنگ قرار دارد. در طی یک ترفندی آب به درون یک بند از این لوله ریخته می‌شود و درون قسمت انتهایی این بند جمع می‌شود و در نهایت مرکز جرم آن تغییر می‌کند و باعث چرخش لوله بطرف پایین و بیرون ریختن آب می‌شود. پس از ریزش آب و سر لوله دوباره به طرف بالا برمی‌گردد و ته لوله به سنگ برخورد کرده و در اثر ضربه برخورد ته لوله به سنگ صدای بلندی را ایجاد می‌کند. این چرخه تکرار می‌شود.

## نگارخانه

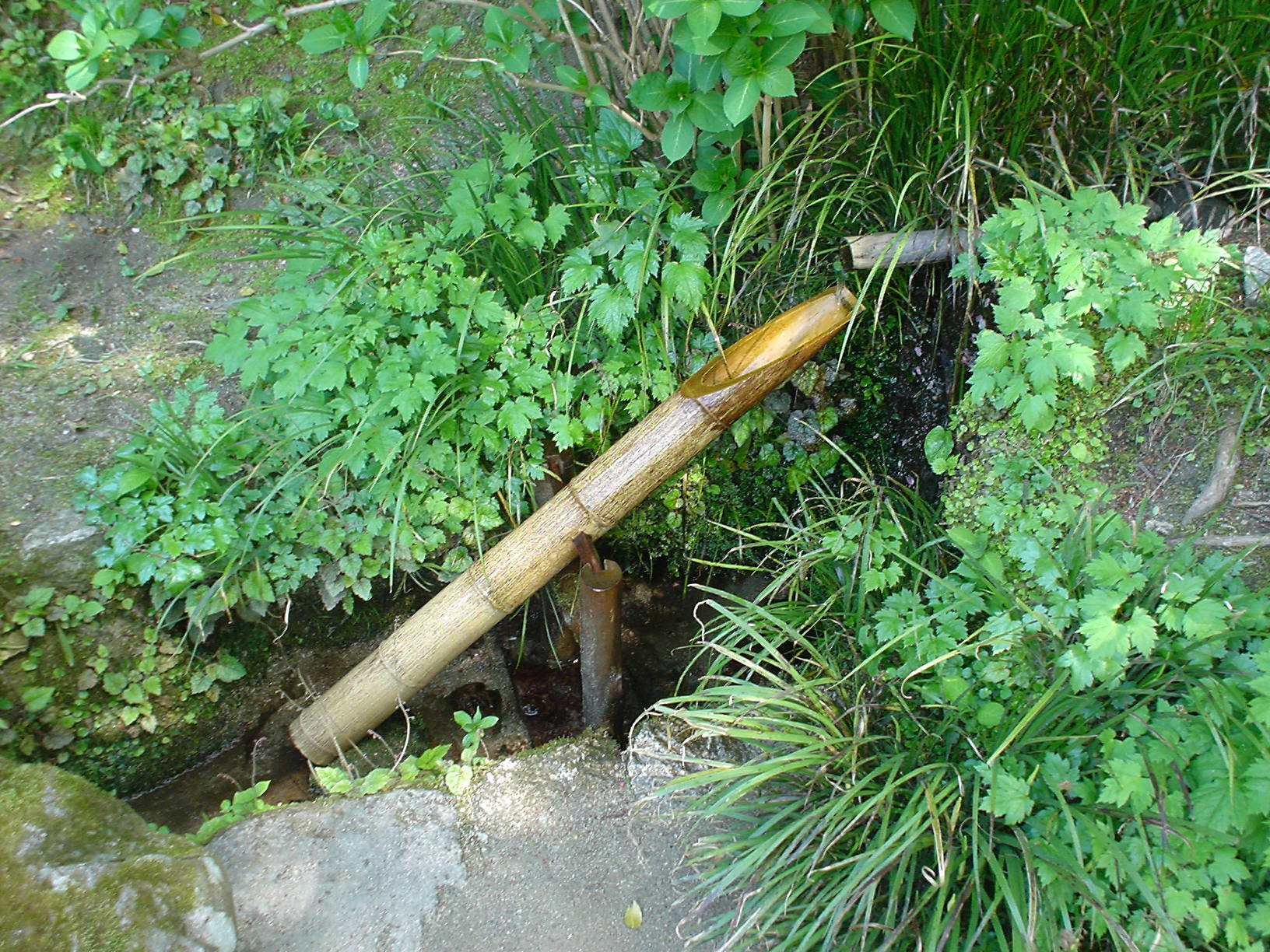
«سُوزو»
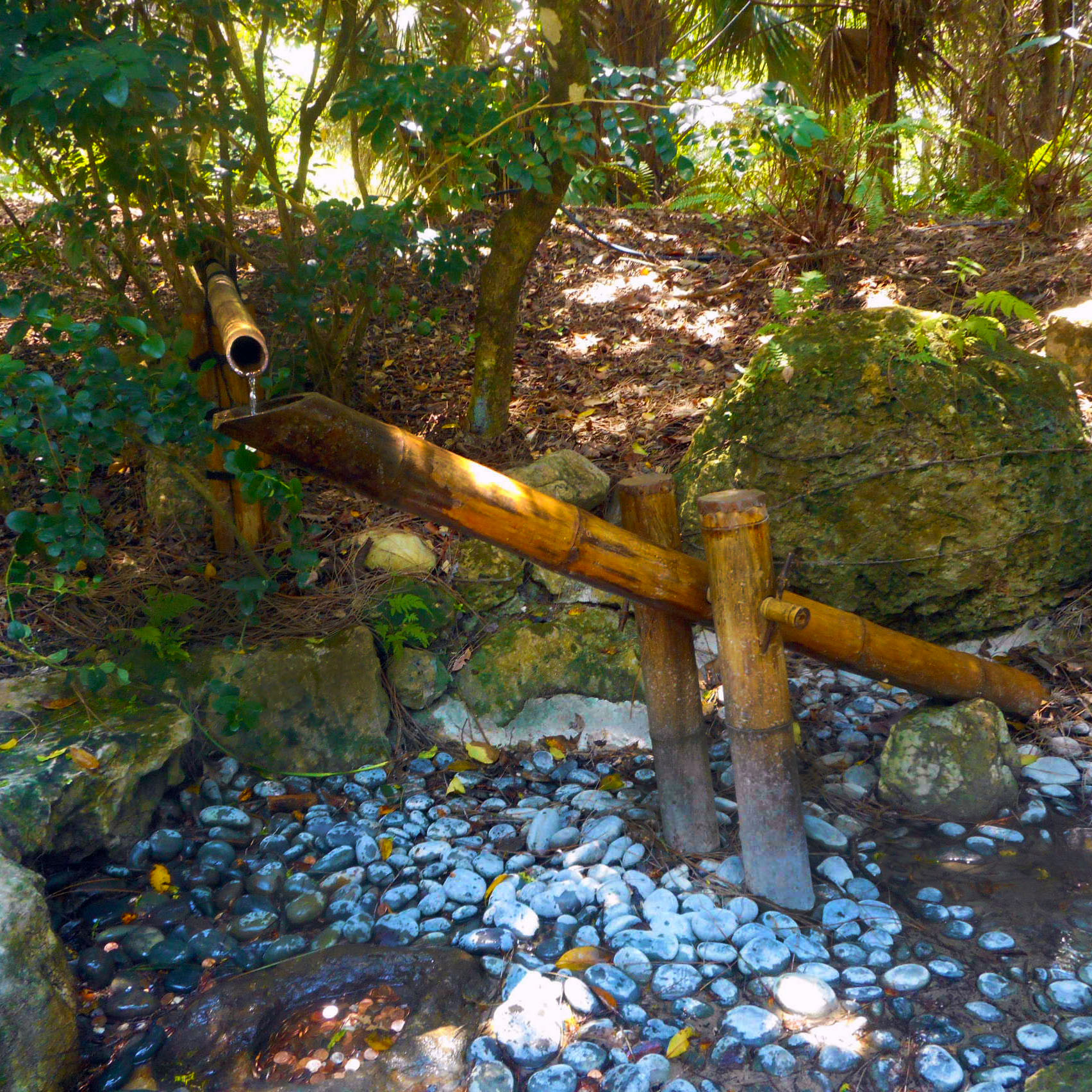
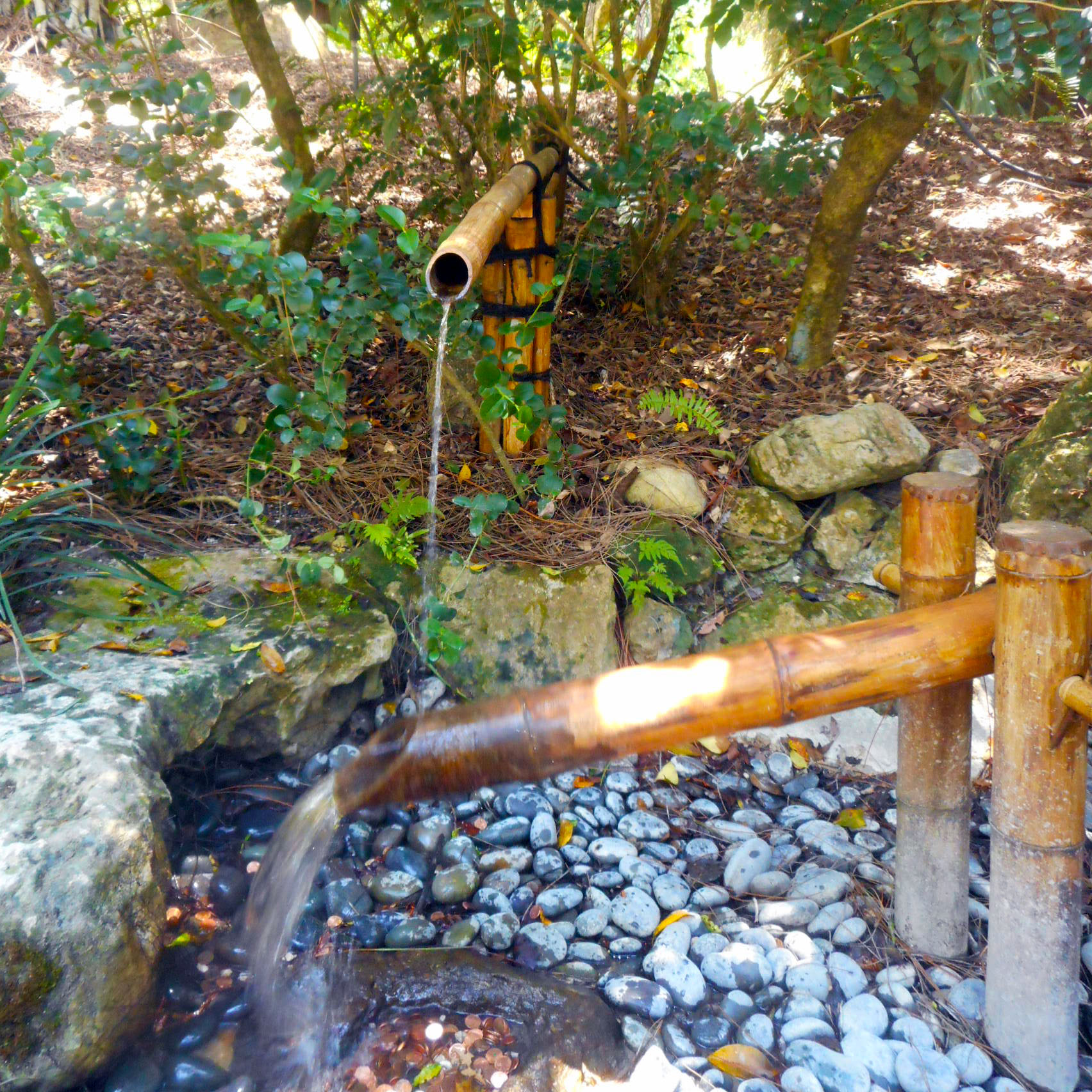

- در این ویدئو تا حرکت «سُوزو» زمان طول می‌کشد